# 雙睛無線鰨
雙睛無線鰨為輻鰭魚綱鰈形目鰨亞目舌鰨科的其中一種，為熱帶海水魚，分布於中西大西洋巴哈馬及貝里斯海域，棲息深度1-27公尺，體長可達4.3公分，棲息在水質清澈、沙底質淺水域，生活習性不明。

## 扩展阅读
維基物種上的相關：雙睛無線鰨